# Пятьдесят рублей (Беларусь)
Пятьдеся́т рубле́й (бел. Пяцьдзясят рублёў) — номинал банкноты, использующейся в Беларуси с 1992 года (с перерывом с 2015 по 2016 год).

## История
Первая 50-рублёвая банкнота в Беларуси была введена в обращение 25 мая 1992 года. Выведена из обращения 1 января 2001 года. 1 января 2000 года была введена новая банкнота достоинством в 50 рублей, соответствующая 50 000 рублей образца 1995 года. Выведена из обращения 1 июля 2015 года.
В связи с проведением денежной реформы с 1 июля 2016 года в обращение была введена новая банкнота номиналом в 50 рублей образца 2009 года, соответствующая пяти банкнотам по 100 000 рублей образца 2000 года. Новые денежные знаки были отпечатаны британской фирмой «De La Rue» ещё в 2009 году. Ввести новые банкноты в обращение в год изготовления не позволил кризис, из-за чего их передали в Центральное хранилище Национального банка.

## Характеристика

### 50 рублей 1992 года
На лицевой стороне изображён медведь. В правом верхнем углу помещена надпись «ПЯЦЬДЗЕСЯТ РУБЛЁЎ» и цифровое обозначение номинала — «50». Слева от медведя в узорном орнаменте размещено крупное цифровое обозначение номинала, а над ним — номер и серия банкноты. Слева вверху изображён специальный узорный элемент. В нижней части банкноты проходит узорная кайма, обрамлённая защитными надписями в 3 строки сверху и снизу «РЭСПУБЛІКАБЕЛАРУСЬ», выполненными мелким шрифтом.
На оборотной стороне в узорном орнаменте помещён герб Погоня, слева и справа от которого изображены цифровые обозначения номинала. В верхней части банкноты через всё поле проходит узорная кайма, в нижней части проходят две узорные каймы, между которыми размещается надпись «РАЗЛІКОВЫ БІЛЕТ НАЦЫЯНАЛЬНАГА БАНКА БЕЛАРУСІ». В правой нижней части обозначен год — «1992». В верхней правой части надпись мелкими буквами «ПАДРОБКА РАЗЛІКОВЫХ БІЛЕТАЎ НАЦЫЯНАЛЬНАГА БАНКА БЕЛАРУСІ ПРАСЛЕДУЕЦЦА ПА ЗАКОНУ».

### 50 рублей 2000 года
На лицевой стороне изображены Холмские ворота Брестской крепости. Под изображением размещена подпись «БРЭСЦКАЯ КРЭПАСЦЬ-ГЕРОЙ ХОЛМСКІЯ ВАРОТЫ». Слева и справа от изображения помещены графические знаки защиты. В верхней части поля банкноты проходит орнаментальная полоса, в которой помещена надпись «БІЛЕТ НАЦЫЯНАЛЬНАГА БАНКА РЭСПУБЛІКІ БЕЛАРУСЬ», а снизу прилегает защитный микротекст из повторяющейся аббревиатуры «НБРБ», в правой верхней части банкноты на фоне орнаментальной полосы помещена большая аббревиатура «НБРБ». Номинал обозначен цифрами в левой части банкноты, внутри виньетки справа сверху относительно центрального изображения, и словами «ПЯЦЬДЗЕСЯТ РУБЛЁЎ» под изображением банка. В нижней части проходит узорная кайма, к которой сверху прилегает микротекст из повторяющихся чисел «50», в правом нижнем углу банкноты внутри виньетки помещено обозначение года «2000».
На оборотной стороне размешается изображение входа в мемориал «Брестская крепость-герой», по бокам от этого изображения размещены графические защитные элементы. Под изображением помещена подпись «БРЭСЦКАЯ КРЭПАСЦЬ-ГЕРОЙ УВАХОД У МЕМАРЫЯЛ». Расположение защитных микротекстов на этой стороне такое же, как и на лицевой стороне. В верхней части номинал указан словами «ПЯЦЬДЗЕСЯТ РУБЛЁЎ», под центральным изображением размещено крупное число «50», обозначающее номинал. Серия и номер банкноты размещены вверху справа и внизу слева поля банкноты. В левом верхнем углу надпись: «ПАДРОБКА БІЛЕТАЎ НАЦЫЯНАЛЬНАГА БАНКА РЭСПУБЛІКІ БЕЛАРУСЬ ПРАСЛЕДУЕЦЦА ПА ЗАКОНУ».
В 2010 году была выпущена модифицированная банкнота 50 рублей образца 2000 года. Она была введена в обращение 29 декабря 2010 года. Причиной введения модификации банкноты послужило то, что после принятия новой орфографии белорусского языка, некоторые служебные надписи на банкноте стали содержать орфографические ошибки. В частности орфографическая ошибка появилась в обозначении номинала. Слово «пяцьдзесят» заменили на «пяцьдзясят». Изображения, цветовая гамма, размер банкнот остались прежними. Помимо изменения в написании обозначения номинала, была убрана защитная полимерная нить.

### 50 рублей 2009 года
Размер банкноты 147 × 72 мм. Банкнота посвящена Гродненской области, соответствие области номиналу банкноты было определено по русскому алфавиту.
На лицевой стороне изображён Мирский замок, расположенный в городском посёлке Мир Гродненской области, на оборотной — коллаж, посвящённый теме искусства (лира и лавровые ветви, перо, бумага, шестой такт из «Прощания с Родиной» М. К. Огинского). Слева от основного изображения на незапечатанном поле расположен локальный полутоновый водяной знак, повторяющий фрагмент основного изображения лицевой стороны банкноты. По центру сверху вниз проходит металлизированная защитная нить оконного (ныряющего) типа. Для слабовидящих в левом нижнем углу находится геометрическая фигура имеет увеличенную толщину красочного слоя. Фрагменты изображения номинала вверху слева на лицевой и вверху справа на оборотной сторонах банкнот совмещаются на просвет, образуя цельное изображение номинала банкнот.
На лицевой стороне в крайнем правом углу горизонтально и в левой части вертикально помещена надпись «ПЯЦЬДЗЕСЯТ РУБЛЁЎ». В левом верхнем углу и в центральной части помещено цифровое обозначение номинала — «50». Вверху незапечатанного поля помещены надписи «Старшыня Праўлення» и «2009», а также факсимиле подписи на тот момент главы Нацбанка П. Прокоповича. В верхнем правом углу помещена надпись «НАЦЫЯНАЛЬНЫ БАНК РЭСПУБЛІКІ БЕЛАРУСЬ». При рассматривании банкноты на просвет в рисунке орнамента, отпечатанного в левой части лицевой стороны банкноты, видно изображение номинала банкноты.
На оборотной стороне в левом нижнем углу помещён номинал банкноты «50 РУБЛЁЎ», а в правом верхнем углу цифровое обозначение номинала — «50». В левом верхнем и правом нижнем углах размещены серия и номер банкноты.

### 50 рублей 2020 года
С 23 марта 2020 года Нацбанк республики ввёл в обращение модернизированную версию 50-рублёвой банкноты образца 2009 года. Отличия заключаются в отсутствии факсимиле подписи и надписи «Старшыня Праўлення», а вместо «2009» указан год фактического выпуска — «2020». Изображения архитектурных сооружений на лицевой стороне модифицированной банкноты приведены в соответствие с актуальным внешним видом с указанием названия изображённых архитектурных сооружений. Утолщена металлизированная защитная нить. Поскольку банкнота была напечатана в 2009 году, в ней сохранилось несоответствие нынешним правилам белорусской орфографии, однако в обновлённой версии оно устранено: вместо «ПЯЦЬДЗЕСЯТ» написано «ПЯЦЬДЗЯСЯТ».

## Памятные банкноты
| Серия                 | Дата выпуска   | Тираж     | Описание банкноты                                     | Описание банкноты                                                                            | Изображение     | Изображение       |
| Серия                 | Дата выпуска   | Тираж     | Лицевая сторона                                       | Оборотная сторона                                                                            | Лицевая сторона | Оборотная сторона |
| --------------------- | -------------- | --------- | ----------------------------------------------------- | -------------------------------------------------------------------------------------------- | --------------- | ----------------- |
| Миллениум             | 1 октября 2001 | 2500 экз. | Холмские ворота мемориала «Брестская крепость-герой». | Вход в мемориал «Брестская крепость-герой» и специальное обозначение на поле водяного знака. |                 |                   |
| Мая краіна — Беларусь | 15 июля 2016   | 999 экз.  | Мирский замок, расположенный в городском поселке Мир. | Коллаж, посвящённый теме искусства (лира и лавровые ветви, перо, бумага, нотный стан).       |                 |                   |